# Maya Jane Coles

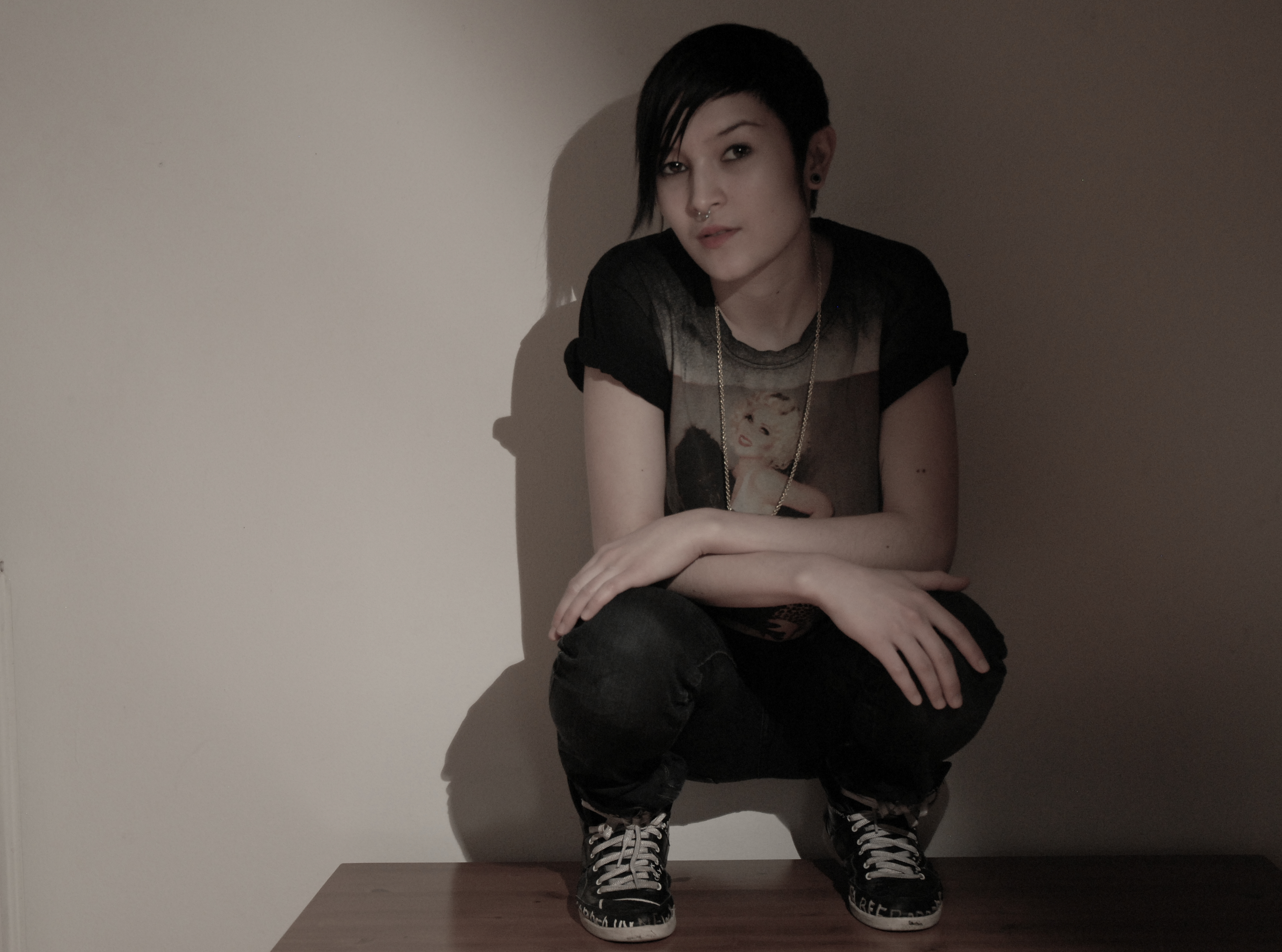
Maya Jane Coles, 2012

Maya Jane Coles är en brittisk musikproducent och DJ. Hon spelar och komponerar housemusik med sitt eget namn och dubstep med namnet Nocturnal Sunshine. En duo mellan Coles och Lena Cullen spelar dub under namnet She Is Danger.
År 2011 blev Coles utnämnd till DJ Mag:s Producer of the Year och Mixmag:s Best Breakthrough DJ. Hennes studioalbum Comfort släpptes i juli 2013.